# Wojewódzki Urząd Bezpieczeństwa Publicznego w Lublinie

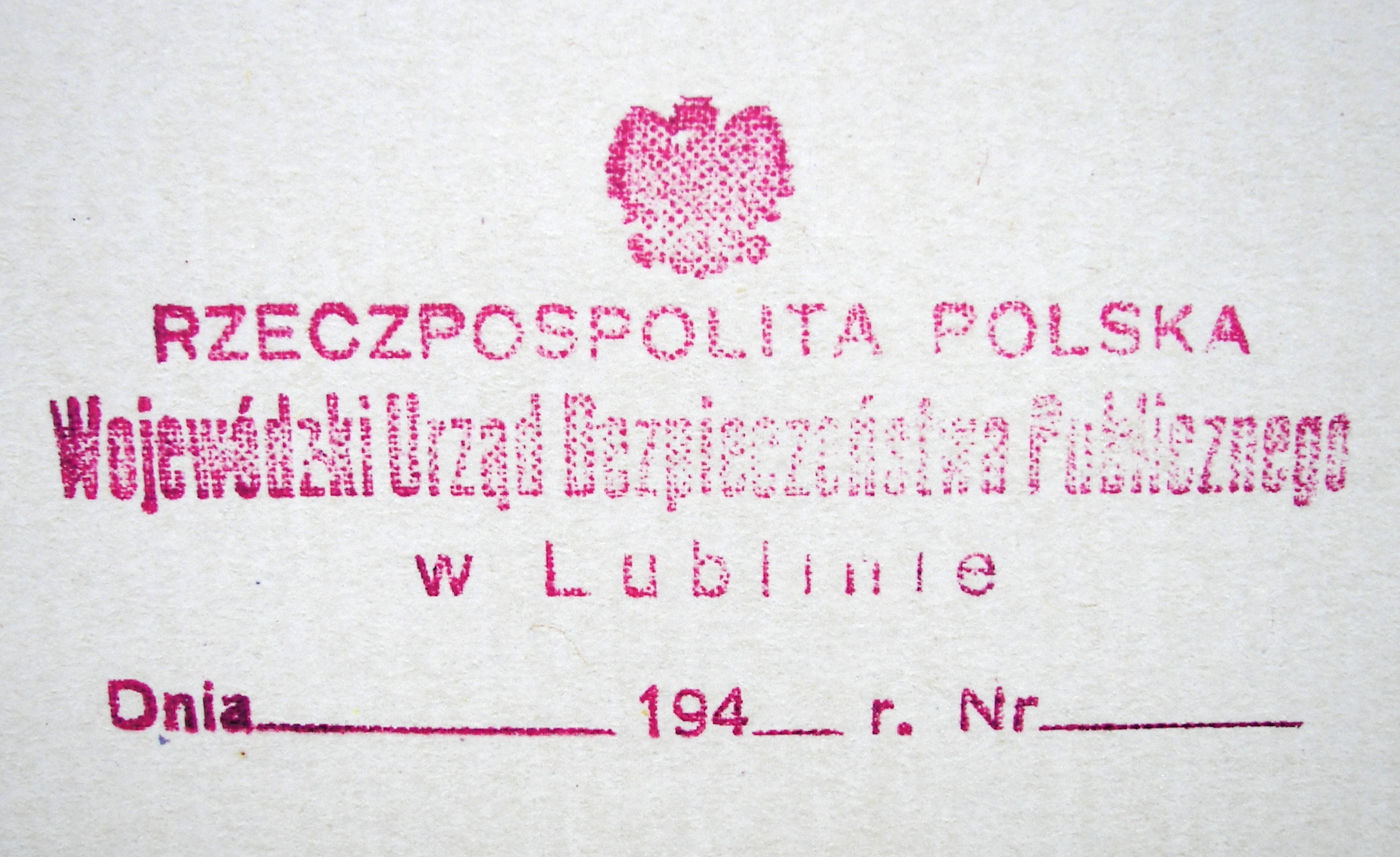
Pieczęć: Wojewódzki Urząd Bezpieczeństwa Publicznego w Lublinie

Wojewódzki Urząd Bezpieczeństwa Publicznego w Lublinie (WUBP Lublin) – jednostka terenowa Ministerstwa Bezpieczeństwa Publicznego funkcjonująca na terenie województw lubelskiego od sierpnia 1944 do rozwiązania MBP w grudniu 1954.
Jego siedziba mieściła się przy ul. Krótkiej 4 w Lublinie. Pierwszym kierownikiem WUBP został mianowany 1 sierpnia 1944 przedwojenny działacz KPZU, absolwent kursu NKWD w Kujbyszewie Henryk Palka. Po miesiącu zastąpił go Teodor Duda, również przedwojenny działacz KPZU. Kolejnym kierownikiem był oficer AL Stanisław Szot.
W latach 1944–1947 głównym zadaniem lubelskiego WUBP było zwalczanie polskiego podziemia niepodległościowego i ukraińskiej partyzantki. Na tym terenie silne były zgrupowania WiN Hieronima Dekutowskiego „Zapory”, Mariana Bernaciaka „Orlika”, braci Leona i Edwarda Taraszkiewiczów i Zdzisława Brońskiego „Uskoka”. Operacjami przeciw podziemiu kierowały: Wydział do Walki z Bandytyzmem na czele kolejno z Antonim Zarembiukiem, Henrykiem Deresiewiczem i Aleksandrem Pietraszkiewiczem oraz Wydział III na czele z Mikołajem Lachowskim.

## Kierownictwo (szefostwo)
- 1-30 sierpnia 1944 Henryk Palka
- 31 sierpnia – 28 października 1944 Teodor Duda
- 29 października 1944 – 15 stycznia 1945 Stanisław Szot
- 16 stycznia – 30 listopada 1945 Faustyn Grzybowski
- 1 grudnia 1945 – 14 kwietnia 1946 Franciszek Marszałek (p.o.)
- 15 kwietnia 1946 – 14 marca 1947 Franciszek Piątkowski
- 15 marca – 14 grudnia 1947 Jan Tataj
- 10 grudnia 1947 – 24 września 1948 Franciszek Zalewski
- 25 września 1948 – 10 stycznia 1950 Artur Jastrzębski (właśc. Artur Ritter)
- 10 stycznia – 14 lutego 1950 Jan Gorliński (właśc. Cezary Monderer-Lamensdorf) (p.o.)
- 15 lutego 1950 – 14 stycznia 1953 Mikołaj Krupski
- 15 stycznia 1953 – 9 grudnia 1954 Bernard Borys Schildhaus

Zastępcy kierownika (zastępcy szefa):
- 8 listopada – 31 grudnia 1944 Stefan Antosiewicz
- 22 sierpnia 1945 – 31 sierpnia 1946 Bronisław (Borys) Wróblewski
- 1 marca 1947 – 30 czerwca 1951 Jan Gorliński
- 1 lipca 1951 – 30 maja 1952 Artur Mickiewicz

## Wydziały i ich naczelnicy
- Wydział I (kontrwywiad)
  - 10 marca 1945 Borys Wróblewski
- Wydział II
  - 13 lutego 1945 Henryk Deresiewicz
- Wydział do Walki z Bandytyzmem
  - 13 lutego 1945 Antoni Zarembiuk
- Wydział III
  - 1 lipca 1946 Mikołaj Lachowski
- Wydział IV
  - 16 stycznia 1946 Wincenty Wojciusz
- Wydział V
  - 1 czerwca 1950 Mikołaj Oleksa
- Wydział Więzień i Obozów
  - 29 sierpnia 1945 Michał Dawidiuk
- Wydział VIII 
  - 15 marca 1946 Marcin Socha
- Wydział IX
  - 1 marca 1953 Walenty Gliński
- Wydział X
  - 1 lutego 1953 Stanisław Walczyk